# توشيكي ساتو
توشيكي ساتو (باليابانية: サトウトシキ) هو كاتب سيناريو ومخرج ياباني، ولد في 6 مايو 1961 في فوكوشيما في اليابان.

## وصلات خارجية
- توشيكي ساتو على موقع IMDb (الإنجليزية)
- توشيكي ساتو على موقع أول موفي (الإنجليزية)
- توشيكي ساتو على موقع قاعدة بيانات الفيلم (الإنجليزية)
- توشيكي ساتو على موقع كينوبويسك (الروسية)